# Paulin Frydman
Paulin Frydman foi um jogador de xadrez da Polônia com diversas participações nas Olimpíadas de xadrez tendo conquistado dez medalhas no total. Frydman participou das edições de 1928 a 1939. Em participações individuais, conquistou duas medalhas de prata em 1935 e 1939 e duas de bronze em 1933 e 1937. Por equipes, conquistou as medalhas de ouro em 1930, duas de prata em 1931 e 1939 e três de bronze em 1928, 1935 e 1937.